# Масив Таму
Масив Таму — згаслий підводний щитовий вулкан у північно-західній частині Тихого океану, за 1600 км на схід від Японії, найбільший (за площею) відомий вулкан на Землі і один з найбільших в Сонячній системі.
Розміри масиву Таму складають приблизно 450 на 650 кілометрів, його висота становить близько 4,5 км, а вершина знаходиться на 2 км нижче рівня моря. На відміну від більшості підводних гір і вулканів, схили масиву Таму набагато пологіші — навіть у вершини кут підйому становить не більше 1°.. Площа масиву Таму, що перевищує 260 000 км², в 50 разів більше площі найбільшого діючого вулкана на Землі, Мауна-Лоа на острові Гаваї, і порівнянна з площею Британських островів . За словами професора-геолога Вільяма Сегера, масив Таму «належить до тієї ж ліги», що і найвищий вулкан Сонячної системи — марсіанська гора Олімп. Складений з базальтових порід Таму — найдавніша частина і найбільша деталь рельєфу підводного плато, відомого як височина Шатського. Передбачається, що він потух незабаром після свого утворення, приблизно 145 мільйонів років тому.
Масив Таму отримав своє ім'я від скороченої назви Техаського університету A&M (англ. Texas A&M University — TAMU), співробітником якого на той момент був Вільям Сегер. Дослідження масиву, що дозволили встановити його вулканічну природу, включали буріння океанічного дна з судна JOIDES Resolution за програмою Integrated Ocean Drilling Program і сейсморозвідку (методом відбитих хвиль) з корабля RV Marcus G. Langseth. Саме дані сейсморозвідки дозволили спростувати гіпотезу про те, що масив Таму утворений застиглою лавою, вивергнутися одночасно кількома вулканами, і встановити, що вся вивержена лава стікала з єдиного джерела.